# Indicatifs régionaux 610 et 484

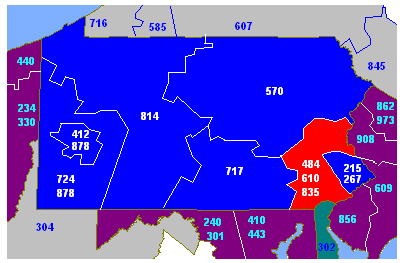
Carte de l'État de Pennsylvanie (en bleu et rouge) avec les territoires de ses indicatifs régionaux. Le territoire des indicatifs régionaux 610 et 484 est en rouge.

Les indicatifs régionaux 610 et 484 sont deux des multiples indicatifs téléphoniques régionaux de l'État de Pennsylvanie aux États-Unis.
Selon des plans établis en 2000, l'indicatif régional 835 devait être ajouté par chevauchement sur les indicatifs 610 et 484. Ces plans ont été abandonnés en 2005. Cependant, l'indicatif est toujours réservé pour un besoin futur dans une des régions de l'État de Pennsylvanie.
Les indicatifs régionaux 610 et 484 desservent une partie du sud-est de l'État.
La carte ci-contre indique en rouge le territoire couvert par les indicatifs 610 et 484.
Les indicatifs régionaux 610 et 484 font partie du Plan de numérotation nord-américain.

## Comtés desservis par les indicatifs
- Berks - partiellement
- Bucks - partiellement
- Chester - partiellement
- Delaware - en entier
- Lancaster - partiellement
- Lebanon - partiellement
- Lehigh - partiellement
- Montgomery - partiellement
- Northampton - partiellement
- Carbon - partiellement
- Monroe - partiellement
- Schuylkill - partiellement

## Villes desservies par les indicatifs
- Allentown
- Bethlehem
- Reading
- La plus grande partie de la vallée du Delaware, incluant la plus grande partie de la Philadelphia Main Line